# Orlando Álvarez
Orlando Antonio Álvarez Hernández (3 de enero de 1935 - 8 de diciembre de 2013) fue un abogado, escritor, crítico musical y profesor universitario chileno. Fue ministro de la Corte Suprema de Justicia de Chile (1998-2009) y Presidente del Tribunal Calificador de Elecciones desde el 2008.

## Biografía

### Estudios
Realizó sus primeros estudios en la Escuela Anexa Alemana de Ovalle de Idilia Fodveracker (1940-1944), los básicos en el Liceo Alejandro Álvarez de Ovalle (1944-1949) y los secundarios en el Instituto Nacional de Santiago (1950-1953), Ingresó a estudiar Derecho a la Facultad de Ciencias Jurídicas y Sociales de la Universidad de Chile obteniendo el título de abogado el 7 de mayo de 1962. Ha realizado cursos de postgrado en la Universidad de Buenos Aires (Beca del Consejo Interuniversitario Regional) Asimismo, ha hecho cursos avanzados de idiomas   en los Institutos Chileno Británico y Chileno Francés de Cultura de Santiago.

### Carrera académica
Ha sido profesor de las Cátedras de Derecho Procesal (Orgánico, Civil y Penal) en las siguientes universidades santiaguinas: Universidad Católica de Chile (1975-2005), Universidad Central (1990-2005) Universidad Bernardo O'Higgins (1990-2005), Universidad de Los Andes (1990-1998), Universidad Gabriela Mistral (1990-2005) y Universidad Andrés Bello (1990-1998)

### Carrera judicial y laboral
En 1952 es nombrado Oficial Segundo de los Juzgados Segundo y Cuarto Civiles de Mayor Cuantía de Santiago, cargo que desempeña hasta 1964. En 1964  es Secretario Suplente del Tercer Juzgado Civil de Menor Cuantía de Santiago. En 1965 es Secretario Suplente del Sexto Juzgado Civil de Menor Cuantía de Santiago. En 1975 es nombrado abogado Integrante de la Corte de Apelaciones de Santiago, hasta que en 1998 es nombrado Ministro de la Corte Suprema de Justicia de Chile por el Presidente de Chile Eduardo Frei Ruiz-Tagle, cargo que ocupó hasta 2009. 
En la Corte Suprema ha sido Presidente de la Comisión Resolutiva Antimonopolios- actual Tribunal de la Libre Competencia -y miembro de la Comisión Organizadora del 180.º Aniversario de la Excma. Corte Suprema. Ha sido  también Ministro Presidente del Tribunal Especial de Propiedad  Industrial (1992-1998), calidad en la cual visitó Múnich y Ginebra, invitado por la Organización Mundial de la Propiedad Industrial (OMPI) y el Tribunal Europeo de Patentes. 
Entre 1996 y 1998 fue Ministro del Tribunal Electoral Metropolitano de Santiago, y entre 2006 y 2009, Presidente del Tribunal Calificador  de  Elecciones de Chile. De 2002 a 2005 fue elegido miembro de la Comisión Latinoamericana de Ética Judicial, elegido por votación unánime de los  21 países hispanoamericanos que integran el grupo.
Además, entre 1965 y 1973 fue Abogado de la Fiscalía de la Corporación de la Reforma Agraria. De 1966 a 1967, Asesor Jurídico de la Sociedad de Comercialización de la Reforma Agraria (SOCORA). Entre 1978 y 1980, fue Fiscal y Director Nacional Interino del Servicio Nacional de Capacitación y Empleo (SENCE).

### Vida privada
Era hijo de Orlando Álvarez Bonilla y Zunilda Hernández Grebe. Estaba casado desde 1964 con Marta Bulacio Vera-Vallejo (de nacionalidad argentina). Juntos tuvieron cuatro hijos: Teresa, Ana Isabel, Orlando y  Ricardo Álvarez Bulacio y  diez nietos. Estos son Trinidad, Pilar y Diego Orlando Álvarez Valenzuela, Felipe,  Antonia y Catalina Córdova Álvarez, Santiago y Arturo Peralta Álvarez y Sofía y León Álvarez Bronfman. Sus nueras son Paula Valenzuela Díez y Paulina Bronfman Colovatti y sus  yernos, Javier Córdova López y Javier Peralta Larraín.

## Distinciones académicas laborales
- 1980, 1984 y 1988, Premio al Mejor Profesor de Derecho de la Pontificia Universidad Católica de Chile, elegido por los alumnos.
- 2006, Galvano como Hijo Ilustre de Ovalle, con motivo de la celebración del 175 aniversario de la ciudad.
- 2007, Medalla por la Trayectoria Académica, otorgada por la Pontificia Universidad Católica de Chile.
- 2007, Medalla otorgada por la Corte Marcial del  Ejército, Aviación y Carabineros de Chile,
- 2008, Medalla por la Trayectoria Académica, otorgada por la Universidad Bernardo O`Higgins.
- 2008, Medalla otorgada por la Corte Marcial de la Armada de Chile,
- 2009,  Medalla al Mérito Judicial otorgado por la Corte Suprema con motivo de su retiro del Poder Judicial.

## Actividades y distinciones culturales
- 1964-1966 Miembro de la Comisión de Asesoramiento Lírico de la I Municipalidad de Santiago.
- 1966-1970 Miembro de la Corporación de Arte Lírico.
- 1973-1982 Miembro fundador de la Sociedad Chilena de Amigos de la Opera.
- 1976-2010 Crítico musical de las  revistas especializadas: Opera de Londres, Opera Canadá, de  Toronto, y  Monsalvat, de Barcelona.
- 1983-1984 Miembro del Consejo  Directivo  de  la  Corporación Cultural de Santiago.
- 2010  Premio de la  I. Municipalidad de Santiago, por su contribución a la difusión de la ópera en  Chile.

## Publicaciones jurídicas y literarias
- 1962	- El derecho de retención en materia civil. Memoria  de  prueba para  obtener  el  título  de  Licenciado. Aprobada  con  distinción. Editorial  Jurídica de Chile.
- 1972	- Abogados integrantes y abogados subrogantes. Estudio  jurídico  para  la  Universidad  Andrés  Bello.  Editorial Andrés Bello.
- 1972 - La reserva. Obra  de  teatro. Segundo  premio  en   el Concurso Eugenio  Dittborn  de  la  Universidad  Católica  de Chile.
- 1975 - La mamá Isidora. Obra de  teatro  basada  en la vida de  Isidora  Zegers.  Primer  premio en  el Concurso Gabriela Mistral de la Municipalidad  de  Santiago.
- 1980 - La conquista del sur. Obra de  teatro sobre  la  colonización  alemana.  Mención  honrosa  en el concurso Eugenio Dittborn  de la  Universidad  Católica de  Chile.
- 1983 - Una década de ópera en el Teatro Municipal de Santiago (1972-1983). Morgan  Editores.
- 2009 - Antonino. Novela  biográfica  sobre  don Antonino  Álvarez.
- 2010 - Teresa Grebe. Novela  biográfica  sobre doña Teresa  Grebe de Hernández.
- 2014 (póst.) - Ópera en Chile. Ciento ochenta y seis años de historia 1827-2013.